# Полемий
Поле́мий (лат. Polemius) — преторианский префект Галлии в 471 — 472 годах.
Полемий происходил из галло-римской аристократии. Предположительно, был потомком историка Тацита и поэта Авсония. Был женат на Аранеоле.
По меньшей мере два года (471—472) был преторианским префектом Галлии.
Разделял идеи неоплатонизма. Известно несколько писем Сидония Аполлинария, адресованных Полемию. В частности, Сидоний упрекал его, что Полемий не писал ему все время нахождения в должности префекта и задавался вопросом, не связано ли это с тем, что Сидоний был избран епископом.